# Sârbi (Sălaj)
Sârbi (ungarisch Krasznatótfalu) ist ein rumänisches Dorf im Kreis Sălaj.
Es liegt auf einer Höhe von etwa 410 Metern über dem Meeresspiegel im Apuseni-Gebirge. Der Name des Dorfes Sârbi ist bedeutungsgleich mit der rumänischen Bezeichnung für die Serben. Im Ort befindet sich eine Holzkirche aus dem Jahre 1707.

## Quelle

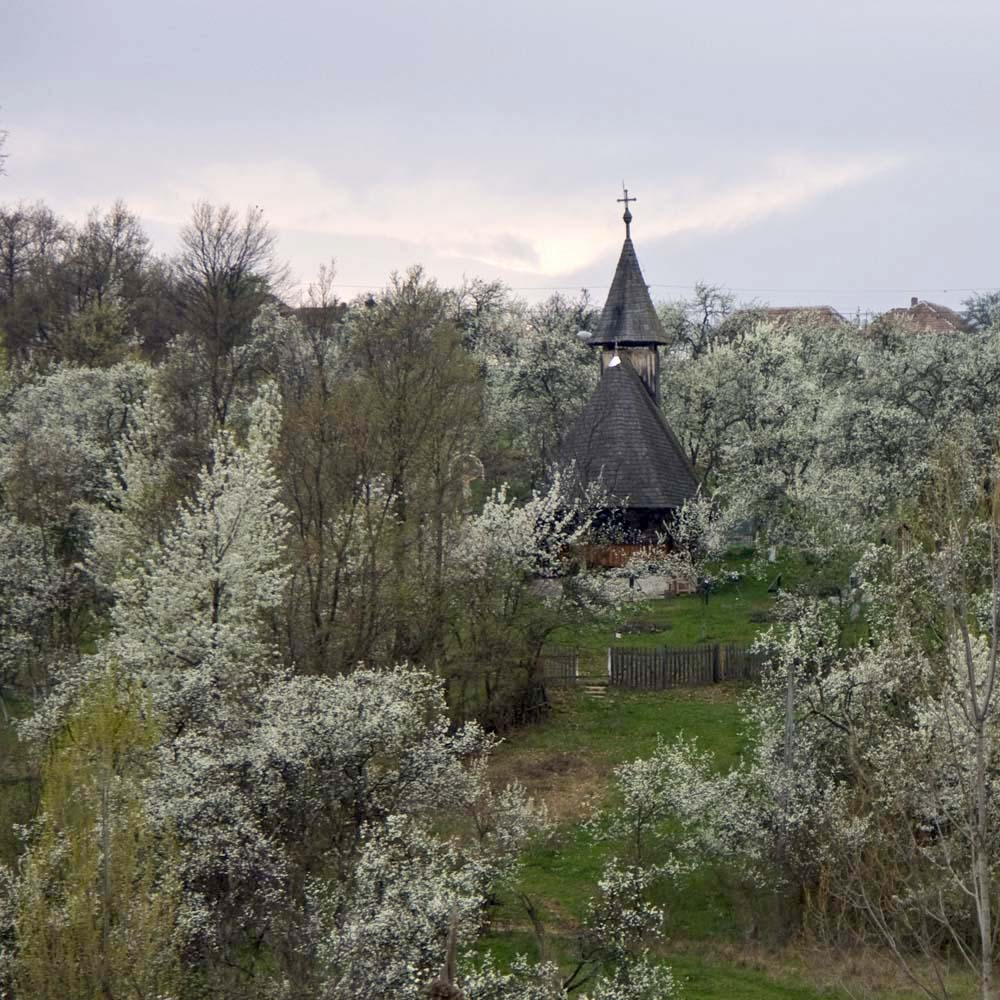
Holzkirche, erbaut 1707

- Geographie Sârbi